# Luis Caffarelli
Pour les articles homonymes, voir Caffarelli.
Luis Angel Caffarelli (né le 8 décembre 1948 à Buenos Aires) est un mathématicien argentin, avec double citoyenneté américaine. Il fait référence dans le champ des équations différentielles aux dérivées partielles et ses applications.

## Biographie
Luis Caffarelli a été élève du Colegio Nacional de Buenos Aires et à vingt ans il obtient sa licence en mathématiques de la Faculté de sciences exactes et naturelles de l'université de Buenos Aires. Il avait en même temps suivi presque la moitié des matières du cursus de physique, mais il s'est finalement décidé par les mathématiques et obtient son doctorat en 1972.
Il est aussitôt après parti aux États-Unis pour poursuivre ses études post-doctorales au Minnesota. Il occupe actuellement la Chaire Sid Richardson à l'université du Texas à Austin. Il a aussi été professeur à l'université du Minnesota, l'université de Chicago, et l'Institut Courant de sciences mathématiques de l'université de New York. Entre 1986 et 1996 il a été membre permanent de l'Institute for Advanced Study de Princeton.
Luis Caffarelli est le principal expert mondial en des problèmes de frontière libre pour des équations différentielles aux dérivées partielles non linéaires. Il aussi est reconnu pour ses contributions à l'équation Monge-Ampère et plus généralement les équations complètement non linéaires. Il s'est récemment intéressé aux problèmes d'homogénéisation.

## Travaux
L'œuvre scientifique de Caffarelli s'est développée dans le champ des mathématiques pures sur des thèmes qui ont un grand intérêt par leurs applications. Dans ses premières années, il a mené ses recherches sur des thèmes comme les propriétés des solutions des équations différentielles non linéaires, sur le calcul des variations (problème d'obstacle) et aussi sur la théorie mathématique des fluides (équation de Navier-Stokes, équations de filtration en des milieux poreux). Quelques-uns de ses travaux visent à l'optimisation du fonctionnement des réseaux de calcul, ainsi qu'à l'analyse météorologique moyennant des modèles mathématiques.

## Distinctions et prix
Tout au long de sa carrière, il a été nommé membre visiteur d'instituts et universités de New York, en Australie, Italie et Allemagne et il a donné des conférences et des colloques au Massachusetts Institute of Technology (MIT), à université de Californie à Berkeley, à l'université Stanford, à l'université de New York et à l'université de Bonn entre autres lieux. En plus, il donne annuellement des cours et des séminaires à l'université de Buenos Aires, où il est professeur émérite.
En 1991 il a été élu à l'Académie nationale des sciences des États-Unis, a été reçu docteur honoris causa par l'École normale supérieure de Paris, l'université autonome de Madrid et l'université nationale de La Plata, en Argentine.
En 1993, il est orateur au congrès international des mathématiciens à Varsovie, ainsi qu'en 2002 à Pékin.
Il a reçu le prix Bôcher en 1984 « pour son travail profond et fondamental sur les EDP non linéaires, en particulier son travail sur les problèmes de valeurs libres au bord, la théorie vortex et la théorie de la régularité. ».
En 1997 il a été président des Olympiques internationales de mathématiques qui se sont déroulées à Mar del Plata. En 2003 il a reçu le prix Konex de platine du meilleur scientifique de la décennie en Argentine, conjointement avec l'épidémiologiste Mirta Roses Periago.
En 2005, il a reçu le prestigieux prix Schock de l'Académie royale des sciences de Suède « pour ses importantes contributions à la théorie des équations aux dérivées partielles non linéaires » et il est un des rares scientifiques de son pays à être membre de l'Académie pontificale des sciences. Dès lors, Luis Caffarelli affiche le titre d'« Excellence » et il s'amuse d'un honneur que seuls deux autres grands scientifiques argentins, Bernardo Houssay et Luis Federico Leloir, avaient remporté.
Il est également lauréat du prix Leroy P. Steele en 2009.
En 2012 il a reçu le prix Wolf pour ses travaux sur la régularité des équations elliptiques et paraboliques, les problèmes de frontières libres et la mécanique des fluides.
En 2023, il a reçu le prix Abel pour ses nombreuses contributions aux équations aux dérivées partielles.